# Tir à l'arc aux Jeux olympiques d'été de 2012
Navigation
Pékin 2008 Rio de Janeiro 2016
Les épreuves de tir à l'arc aux Jeux olympiques d'été de 2012 de Londres ont eu lieu du 27 juillet au 3 août au terrain de Lord's Cricket Ground.

## Format de la compétition
Un total de 128 athlètes participent aux quatre épreuves individuelles et par équipes. Pour ces quatre épreuves, la distance de l'archer à la cible est de 70 mètres.

### Épreuve individuelle
La compétition débute avec un tour réunissant les 64 archers de chaque sexe. Chaque archer tire un total de 72 flèches (en deux séries de six volées de six flèches), puis est classé 1er à 64e en fonction de son score.
Les phases finales commencent en 32e de finale, où l'archer ayant fini 1er du tir de qualification rencontre le 64e, le 2e rencontre le 63e et ainsi de suite. Les matchs se déroulent en sets de 3 flèches : les archers tirent 1 flèche chacun leur tour, avec 20 secondes par flèche. À chaque set celui qui cumule sur ses trois flèche le plus gros total marque 2 points, en cas d'égalité chaque archer marque 1 point. Le premier archer à 6 points remporte le match, il y a donc au moins 3 sets, et au plus 5 sets : en effet si au bout de 5 sets les archers sont à égalité une flèche de barrage est tirée, c'est-à-dire que chaque participant tire une seule flèche et la plus proche du centre remporte le match. L'archer remportant le duel participe au tour suivant, le perdant est éliminé, sauf en demi-finales, où les perdants se rencontrent lors du match pour la 3e place.

### Épreuve par équipes
Chaque équipe est composée de trois archers. Les 12 meilleures équipes sont classées par rapport aux résultats obtenus par leurs athlètes lors du tour de qualification de l'épreuve individuelle. Ce classement détermine le tableau pour la phase finale. 
Chaque membre de l'équipe tire 8 flèches dans un match (pour un total de 24 flèches par équipes) et l'équipe avec le total le plus élevé gagne le match. Le vainqueur se qualifie pour le tour suivant tandis que l'équipe perdante est éliminée de la compétition.

## Calendrier
|  | Jour de compétition | F | Jour de finale |

| Individuel - hommes | Individuel - hommes | Individuel - hommes |  |   |   |  |  |  |   | F |
| Individuel - femmes | Individuel - femmes | Individuel - femmes |  |   |   |  |  |  | F |   |
| Par équipe - hommes | Par équipe - hommes | Par équipe - hommes |  | F |   |  |  |  |   |   |
| Par équipe - femmes | Par équipe - femmes | Par équipe - femmes |  |   | F |  |  |  |   |   |

## Qualifications
Le quota d'athlètes pour le tir à l'arc comprend un total de 128 participants : 64 hommes et 64 femmes.
Un comité national olympique (CNO) peut inscrire au maximum trois athlètes par sexe. La qualification est attribuée au CNO qui peut sélectionner parmi les athlètes admissibles.

## Sites des compétitions

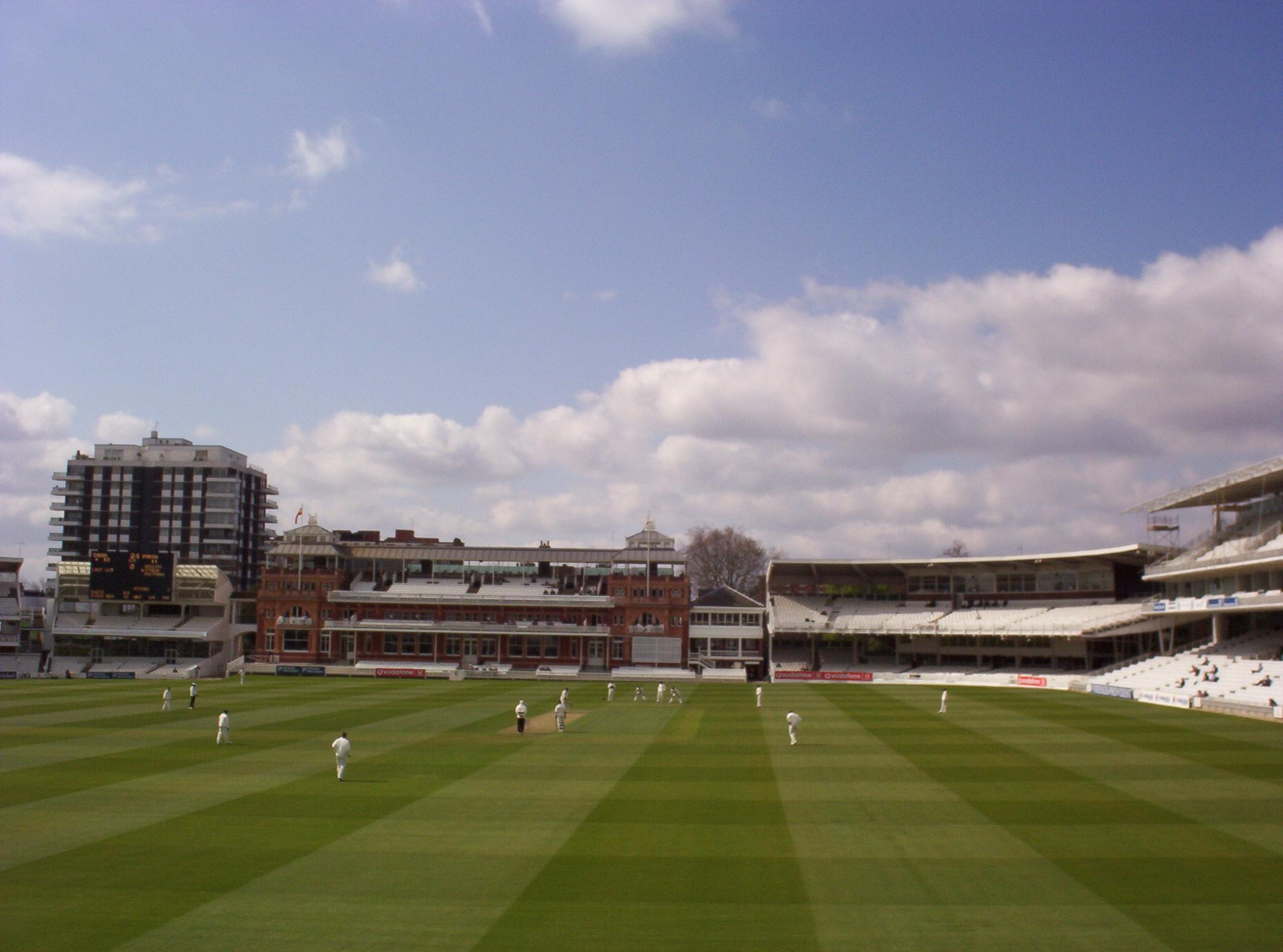
Lord's Cricket Ground

Les compétitions de tir à l'arc eu ont lieu au Lord's Cricket Ground.

## Podiums

### Hommes
| Épreuve     | Or                                                    | Argent                                             | Bronze                                            |
| ----------- | ----------------------------------------------------- | -------------------------------------------------- | ------------------------------------------------- |
| Individuel  | Oh Jin-Hyek (KOR)                                     | Takaharu Furukawa (JPN)                            | Dai Xiaoxiang (CHN)                               |
| Par équipes | Italie Michele Frangilli Marco Galiazzo Mauro Nespoli | États-Unis Jake Kaminski Brady Ellison Jacob Wukie | Corée du Sud Kim Bub-Min Im Dong-Hyun Oh Jin-Hyek |

### Femmes
| Épreuve     | Or                                                | Argent                               | Bronze                                       |
| ----------- | ------------------------------------------------- | ------------------------------------ | -------------------------------------------- |
| Individuel  | Ki Bo-bae (KOR)                                   | Aída Román (MEX)                     | Mariana Avitia (MEX)                         |
| Par équipes | Corée du Sud Lee Sung-jin Ki Bo-bae Choi Hyeon-ju | Chine Fang Yuting Cheng Ming Xú Jīng | Japon Kaori Kawanaka Ren Hayakawa Miki Kanie |

### Tableau des médailles
| Rang  | Nation       | Or | Argent | Bronze | Total |
| ----- | ------------ | -- | ------ | ------ | ----- |
| 1     | Corée du Sud | 3  | 0      | 1      | 4     |
| 2     | Italie       | 1  | 0      | 0      | 1     |
| 3     | Mexique      | 0  | 1      | 1      | 2     |
| 3     | Chine        | 0  | 1      | 1      | 2     |
| 3     | Japon        | 0  | 1      | 1      | 2     |
| 6     | États-Unis   | 0  | 1      | 0      | 1     |
| Total | Total        | 4  | 4      | 4      | 12    |